# Communauté de communes du Pays Houdanais
Die Communauté de communes du Pays Houdanais ist ein französischer Gemeindeverband mit der Rechtsform einer Communauté de communes in den Départements Yvelines und Eure-et-Loir der Regionen Île-de-France und Centre-Val de Loire. Der Gemeindeverband wurde am 30. Dezember 1997 gegründet und umfasst 36 Gemeinden. Der Verwaltungssitz befindet sich im Ort Houdan. Eine Besonderheit ist die Département- und Regions-übergreifende Struktur der Mitgliedsgemeinden.

## Mitgliedsgemeinden
| Gemeinde                                 | Einwohner 1. Januar 2022 | Fläche km² | Dichte Einw./km² | Code INSEE | Postleitzahl | Region              | Département  |
| ---------------------------------------- | ------------------------ | ---------- | ---------------- | ---------- | ------------ | ------------------- | ------------ |
| Adainville                               | 647                      | 10,16      | 64               | 78006      | 78113        | Île-de-France       | Yvelines     |
| Bazainville                              | 1.456                    | 12,03      | 121              | 78048      | 78550        | Île-de-France       | Yvelines     |
| Boinvilliers                             | 246                      | 3,59       | 69               | 78072      | 78200        | Île-de-France       | Yvelines     |
| Boissets                                 | 291                      | 3,90       | 75               | 78076      | 78910        | Île-de-France       | Yvelines     |
| Bourdonné                                | 506                      | 10,76      | 47               | 78096      | 78113        | Île-de-France       | Yvelines     |
| Boutigny-Prouais                         | 1.708                    | 32,5       | 53               | 28056      | 28410        | Centre-Val de Loire | Eure-et-Loir |
| Civry-la-Forêt                           | 369                      | 9,40       | 39               | 78163      | 78910        | Île-de-France       | Yvelines     |
| Condé-sur-Vesgre                         | 1.264                    | 10,71      | 118              | 78171      | 78113        | Île-de-France       | Yvelines     |
| Courgent                                 | 398                      | 2,02       | 197              | 78185      | 78790        | Île-de-France       | Yvelines     |
| Dammartin-en-Serve                       | 1.417                    | 13,98      | 101              | 78192      | 78111        | Île-de-France       | Yvelines     |
| Dannemarie                               | 226                      | 3,44       | 66               | 78194      | 78550        | Île-de-France       | Yvelines     |
| Flins-Neuve-Église                       | 160                      | 1,23       | 130              | 78237      | 78790        | Île-de-France       | Yvelines     |
| Goussainville                            | 1.340                    | 13,04      | 103              | 28185      | 28410        | Centre-Val de Loire | Eure-et-Loir |
| Grandchamp                               | 302                      | 6,05       | 50               | 78283      | 78113        | Île-de-France       | Yvelines     |
| Gressey                                  | 539                      | 7,11       | 76               | 78285      | 78550        | Île-de-France       | Yvelines     |
| Havelu                                   | 131                      | 3,7        | 35               | 28193      | 28410        | Centre-Val de Loire | Eure-et-Loir |
| Houdan                                   | 3.716                    | 10,39      | 358              | 78310      | 78550        | Île-de-France       | Yvelines     |
| La Hauteville                            | 165                      | 4,86       | 34               | 78302      | 78113        | Île-de-France       | Yvelines     |
| Le Tartre-Gaudran                        | 37                       | 4,28       | 9                | 78606      | 78113        | Île-de-France       | Yvelines     |
| Longnes                                  | 1.582                    | 13,76      | 115              | 78346      | 78980        | Île-de-France       | Yvelines     |
| Maulette                                 | 1.054                    | 7,89       | 134              | 78381      | 78550        | Île-de-France       | Yvelines     |
| Mondreville                              | 390                      | 4,40       | 89               | 78413      | 78980        | Île-de-France       | Yvelines     |
| Montchauvet                              | 285                      | 7,98       | 36               | 78417      | 78790        | Île-de-France       | Yvelines     |
| Mulcent                                  | 117                      | 3,54       | 33               | 78439      | 78790        | Île-de-France       | Yvelines     |
| Orgerus                                  | 2.484                    | 14,34      | 173              | 78465      | 78910        | Île-de-France       | Yvelines     |
| Orvilliers                               | 935                      | 5,94       | 157              | 78474      | 78910        | Île-de-France       | Yvelines     |
| Osmoy                                    | 407                      | 2,59       | 157              | 78475      | 78910        | Île-de-France       | Yvelines     |
| Prunay-le-Temple                         | 410                      | 6,77       | 61               | 78505      | 78910        | Île-de-France       | Yvelines     |
| Richebourg                               | 1.571                    | 10,55      | 149              | 78520      | 78550        | Île-de-France       | Yvelines     |
| Rosay                                    | 386                      | 4,54       | 85               | 78530      | 78790        | Île-de-France       | Yvelines     |
| Saint-Lubin-de-la-Haye                   | 950                      | 14,32      | 66               | 28347      | 28410        | Centre-Val de Loire | Eure-et-Loir |
| Saint-Martin-des-Champs                  | 304                      | 6,21       | 49               | 78565      | 78790        | Île-de-France       | Yvelines     |
| Septeuil                                 | 2.234                    | 9,40       | 238              | 78591      | 78790        | Île-de-France       | Yvelines     |
| Tacoignières                             | 1.194                    | 3,17       | 377              | 78605      | 78910        | Île-de-France       | Yvelines     |
| Tilly                                    | 529                      | 7,80       | 68               | 78618      | 78790        | Île-de-France       | Yvelines     |
| Villette                                 | 537                      | 4,63       | 116              | 78677      | 78930        | Île-de-France       | Yvelines     |
| Communauté de communes du Pays Houdanais | 30.287                   | 290,98     | 104              | –          | –            | –                   | –            |